# Julio dos Santos
Julio Daniel dos Santos Rodríguez (Assunção, 7 de maio de 1983) é um ex-futebolista paraguaio que atuava como volante.

## Carreira

### Início
Revelado nas categorias de base do Cerro Porteño, do Paraguai, Julio dos Santos estreou na equipe principal em 2001. Logo tornou-se titular e ganhou destaque, sendo convocado para a Seleção Paraguaia Sub-20 em 2003 e chamando a atenção de clubes europeus. Assim, foi contratado pelo Bayern de Munique em janeiro de 2006.

### Grêmio
Julio dos Santos chegou ao Grêmio em 2008, emprestado pelo Bayern. Quando chegou ao clube, foi utilizado na equipe principal por diversas vezes. Era tido como um jogador com a situação de titular, inclusive sendo alvo de questionamentos se ele e Roger poderiam atuar juntos, já que fazem uma função parecida. No entanto, o Grêmio teve uma longa parada após a Copa do Brasil. Sabe-se que no primeiro semestre, Julio dos Santos andava muito abalado por causa de uma doença e da morte de seu irmão. O volante acabou perdendo espaço no clube, já que estava física e tecnicamente abaixo do esperado; assim, ficava de fora do banco de reservas e até de concentrações do time. Em 18 de junho, Julio dos Santos rescindiu seu contrato por empréstimo com o clube gaúcho. Os motivos para a sua saída foram a não utilização sua por parte do treinador Celso Roth, o seu alto salário e ainda o fato da sua saída abrir espaço para mais um estrangeiro no clube (naquela época, apenas três podiam jogar juntos por partida). Pelo Grêmio, não marcou nenhum gol em jogos oficiais, mas em jogos amistosos marcou duas vezes, contra o Ivoti e o Ypiranga.

### Atlético Paranaense
No mesmo dia em que teve anunciada a sua saída do clube gaúcho, o Atlético Paranaense anunciou a sua contratação.

### Retorno ao Cerro Porteño
Em julho de 2009, dos Santos acertou seu retorno ao Cerro Porteño. Foi o artilheiro da Libertadores de 2014 pelo clube paraguaio.

### Vasco da Gama
No dia 29 de dezembro de 2014, foi anunciado como novo reforço do Vasco da Gama para temporada 2015. Conquistou seu primeiro título com a equipe em 3 de maio de 2015, o Campeonato Carioca, sendo titular na maior parte campeonato. Um ano depois, no dia 8 de maio de 2016, o Vasco foi novamente campeão do Campeonato Carioca, dessa vez de forma invicta. Em 22 de dezembro, Julio dos Santos renovou com o clube cruzmaltino.
Sua última partida com a camisa do Vasco foi contra o Flamengo, partida válida pelo Campeonato Carioca de 2017. Ao todo fez 94 jogos com a camisa do Vasco, na qual conquistou quatro títulos: dois Campeonatos Cariocas, uma Taça Guanabara e uma Taça Rio.

### Sportivo Luqueño
Após a saída do clube carioca, o volante acertou com o Sportivo Luqueño, do Paraguai.

## Seleção Nacional
Convocado pela Seleção Paraguaia principal entre 2004 e 2014, Julio dos Santos foi chamado para a Copa América de 2004, a Copa do Mundo FIFA de 2006 e a Copa América de 2007. No total, o volante atuou em 32 partidas e marcou três gols.

## Títulos
Cerro Porteño
- Primera División: 2004, 2005, 2012 (Apertura), 2013 (Clausura) e 2021

Bayern de Munique
- Bundesliga: 2005–06 e 2007–08
- Copa da Alemanha: 2005–06

Atlético Paranaense
- Campeonato Paranaense: 2009

Vasco da Gama
- Campeonato Carioca: 2015 e 2016
- Taça Guanabara: 2016
- Taça Rio: 2017

### Prêmios individuais
- Artilheiro da Copa Libertadores da América: 2014 (5 gols)